# Emma Robinson (auteur)
Pour les articles homonymes, voir Robinson.
Emma Robinson, née en 1814 et morte le 18 décembre 1890, est une romancière et dramaturge anglaise. Toutes ses œuvres sont publiées anonymement ou sous des pseudonymes.

## Biographie
Née à Londres, elle est la fille de Joseph Robinson, un libraire établi au 309 Oxford Street. Très peu d'informations sont disponibles sur sa mère ou sur sa vie personnelle.
Emma Robinson est essentiellement autodidacte et commence sa carrière littéraire en 1844, à l'âge de trente ans, en publiant anonymement Whitefriars, or, The Days of Charles the Second: an Historical Romance. Ce roman est le premier d'une série de douze romans historiques. 
Les œuvres d'Emma Robinson sont publiées sous anonymat, apparemment en raison de l'interdiction de son père d'utiliser son propre nom. Certains contemporains suggèrent que Joseph Robinson laisse entendre qu'il était l'auteur des œuvres de sa fille. Outre ses romans, elle s'intéresse également au théâtre. La même année que la parution de son premier roman, elle soumet une pièce historique en trois actes intitulée Richelieu sous le pseudonyme de "Young Oxonian" à J. R. Planché, directeur du théâtre de Covent Garden. Bien que la pièce soit reconnue pour ses qualités, elle n'est pas jugée assez forte pour être produite et est rapidement interdite par Lord Chamberlain parce qu'elle traitait de Charles Ier, alors considéré comme un sujet interdit. Une version révisée de la pièce a été autorisée à être jouée en 1852,. 
Entre 1844 et 1865, Emma Robinson publie douze romans historiques avant de se tourner vers des critiques sociales de la société contemporaine. Son premier ouvrage dans ce genre est The Gold-Worshippers, or, The Days we Live in: a Future Historical Novel (1851), suivi de quatre autres romans, dont Which Wins, Love or Money? (1862). Ce dernier inspire la pièce en trois actes Philomel de H. T. Craven, jouée au Globe Theatre de Londres en 1870. En 1848, elle publie une deuxième pièce The Revolt of Flanders, An Historical Tragedy in Five Acts.
Robinson est également l'auteur de Mauleverer's Divorce, or, The Story of a Woman's Wrongs (1858), un roman influencé par les débats autour du Matrimonial Causes Bill de 1857. Ce texte se distingue par son approche complexe des questions de désir physique et de mariage, adoptant un point de vue original et une fin ouverte.
En 1862, elle obtient une pension de la liste civile pour l'ensemble de ses travaux littéraires. Elle avait auparavant sollicité une aide financière du Royal Literary Fund. Après sa dernière publication en 1867, Robinson sombre dans la maladie mentale. 
Elle meurt à Norwood Green à l'âge de 76 ans à l'asile du comté de Londres des suites d'une bronchite, d'une maladie cardiaque et d'une cirrhose.